# Madaglymbus formosulus
Madaglymbus formosulus är en skalbaggsart som först beskrevs av Guignot 1956.  Madaglymbus formosulus ingår i släktet Madaglymbus och familjen dykare. Inga underarter finns listade i Catalogue of Life.